# جزيرة سيموت العليا
جزيرة سيموت العليا وهي جزيرة من جزر إندونيسيا، وتقع في إقليم جاكارتا.